# 汉斯拉杰·辛格·维尔马
汉斯拉杰·辛格·维尔马（英語：Hansraj Singh Verma，1968年7月10日—），印度外交官，現任印度駐聖保羅總領事。

## 經歷
汉斯拉杰·辛格·维尔马生於1968年7月10日。教育背景爲英語專業研究生。
他擁有豐富而多樣的外交經歷，曾在多個印度駐外使團以及新德里外交部總部擔任職務。他的海外派駐經歷包括印度駐吉大港助理高級專員公署、印度駐法國大使館、印度駐加納高級專員公署、印度駐法蘭克福總領事館、印度駐莫桑比克高級專員公署、印度駐葡萄牙大使館以及印度駐阿根廷大使館。2019年3月至2021年7月，任印度外交部禮賓司副司長，並處理多個領域的事務，包括護照與簽證、引渡、聯合國事務、禮賓和行政管理。
2024年9月14日，出任印度駐聖保羅總領事。在此之前，他曾任印度駐布宜諾斯艾利斯大使館政治與商務事務參贊。

## 個人生活
维尔马愛好閱讀和撰寫印地語詩歌以及旅行。與妻子卡尔帕娜（Kalpana Hansraj）育有一子一女。